# Teletype Corporation

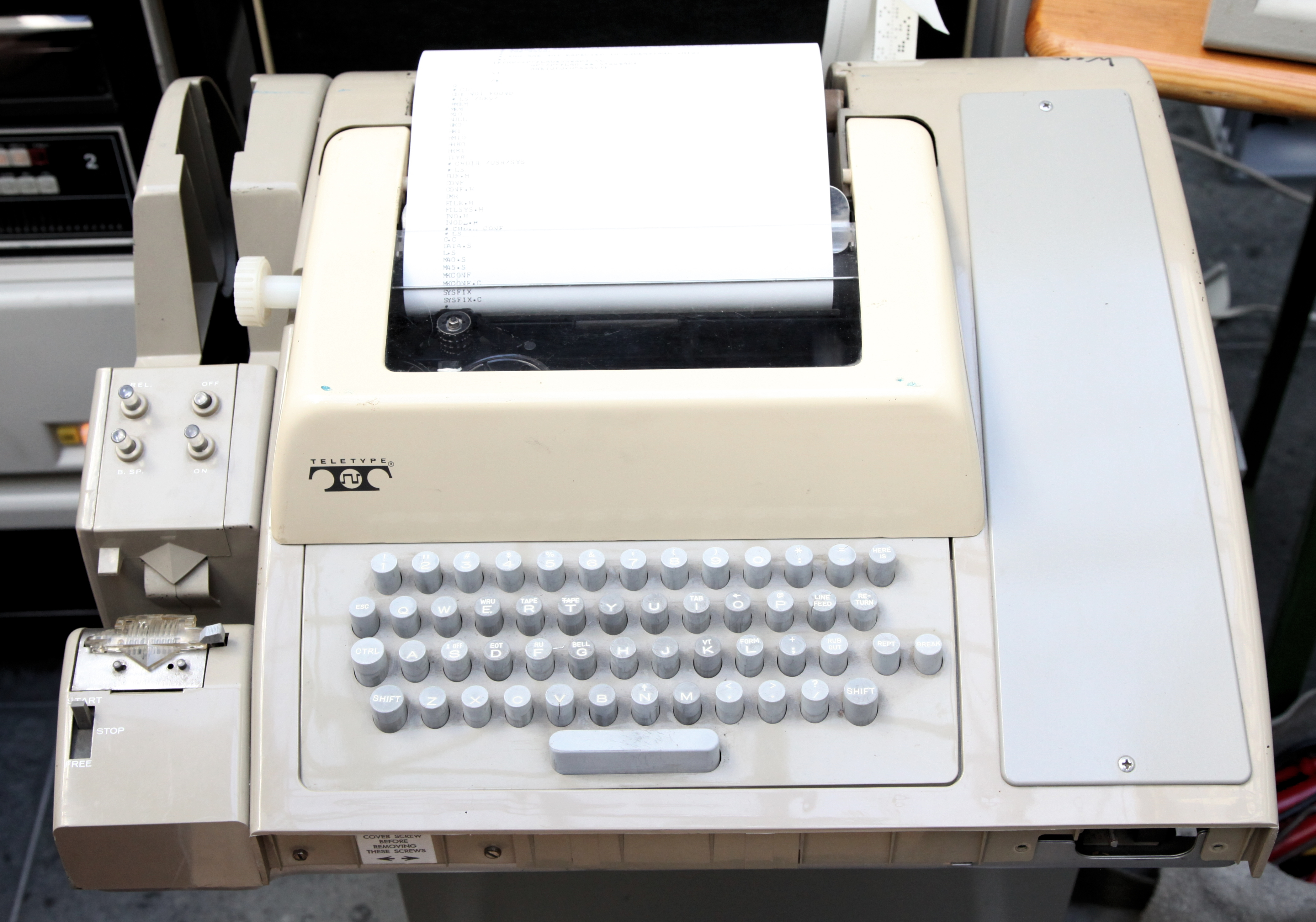
Teletype Model 33 ASR

Die Teletype Corporation war ein US-amerikanischer Hersteller von Fernschreibern. Die Firma entstand im Jahr 1924 aus der Fusion von zwei bis dahin konkurrierenden Unternehmen zur Morkrum-Kleinschmidt Company. Im Jahr 1928 änderte sie ihren Namen in Teletype Corporation. Das Hauptquartier lag in Skokie, einem Vorort von Chicago im US-Bundesstaat Illinois.
Im Jahr 1930 wurde das Unternehmen von der American Telephone and Telegraph Company übernommen und zur Tochtergesellschaft Western Electric Company verlegt. Das Unternehmen blieb aber bis zur Zerschlagung des AT&T-Monopols im Jahr 1982 eine weitgehend eigenständige Einheit.
Die unter der Markenbezeichnung Teletype hergestellten Geräte beherrschten vor allem zur Zeit des Zweiten Weltkriegs den amerikanischen Markt. Hauptkunden waren die Telefongesellschaften des Mutterkonzerns AT&T und die US-Bundesregierung. Auch im Deutschen Reich waren sie durch in Lizenz von der C. Lorenz AG, Berlin gefertigte Nachbauten weit verbreitet.

## Geschichte

### Vorgeschichte

#### Morkrum Company

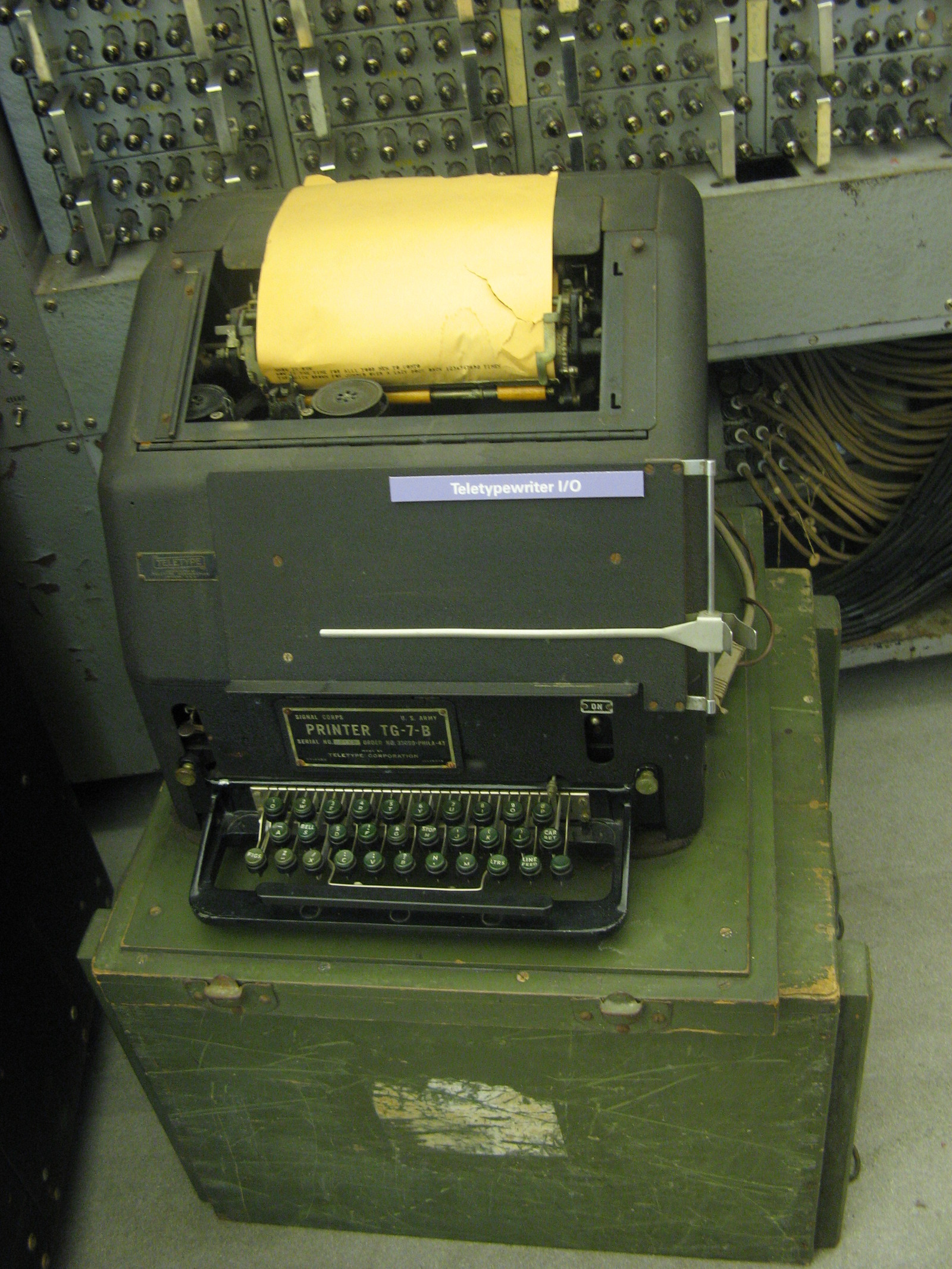
Teletype Model 15 aus dem Zweiten Weltkrieg, in der US-militärischen Ausführung als TG-7-B bezeichnet

Eine der beiden Stammfirmen der Gesellschaft war die bereits 1902 durch den Unternehmer Joy Morton mit dem Ingenieur Charles Krum gegründete Morkrum Company. Mit der Idee, einen „schreibenden Telegraphen“ zu entwickeln, war zunächst der Elektroingenieur Frank Pearne an den Unternehmer herangetreten. Joy Morton wollte sich über die Machbarkeit und mögliche Rendite aber zuerst eine weitere Meinung einholen und wandte sich dazu an Charles Krum, den Vizepräsidenten der Western Cold Storage Company die von seinem Bruder Mark Morton geleitet wurde. Auf dem Firmengelände der Western Cold Storage wurde ein Labor eingerichtet, so dass Krum die Entwicklung unterstützen konnte. Als Frank Pearne nach einem Jahr das Interesse verlor, führte Krum die Arbeit allein weiter und sicherte sich ein erstes Patent im August 1903. Ab 1906 stieg sein Sohn Howard Krum in die Entwicklung mit ein und sicherte im August 1907 über ein weiteres Patent die Entwicklung des „Start-Stop-Verfahrens“ zur Synchronisation. Das erste Gerät war 1908 fertiggestellt und wurde bei Alton Railroad getestet. Im Jahr 1910 nahm der erste kommerziell eingerichtete „Morkrum Printing Telegraph“ auf der Telegraphenverbindung der Post zwischen Boston und New York City seinen Betrieb auf.

#### Kleinschmidt Electric Company
Der Deutsch-Amerikaner Edward E. Kleinschmidt führte bereits seit 1898 ein eigenes Experimentallabor, in dem er erfolgreich mit dem Ingenieur George Seely ein elektrisches Blockiersystem und Signalanlagen für Schienenfahrzeuge entwickelte. Er interessierte sich aber auch für die Telegraphie und gründete nach Erhalt der ersten Patente auf diesem Gebiet die Kleinschmidt Electric Company. Im Jahr 1916 entwickelte er einen Blattschreiber mit Tastatur für Übertragung im Baudot-Murray-Code.

#### Western Electric Company
Die Gerätetochter des den Telefonmarkt vollständig kontrollierenden AT&T-Konzerns produzierte zunächst eine Reihe eigener Fernschreiber, deren Design noch in den Bell Telephone Laboratories entwickelt wurde. Darunter der „10-A Printing Telegraph“ mit Typenrad auf einer Vertikalachse.

### Morkrum-Kleinschmidt Company (1924–1928)
Nachdem 1918 das Patent von Howard Krum zum Start-Stop-Verfahren veröffentlicht war, erkannte Kleinschmidt schnell dessen Vorteile und modifizierte sein Gerät entsprechend. Das führte schnell zum Patentstreit, bis schließlich beide Seiten erkannten, dass ihre jeweiligen Erfindungen nur in der Kombination erfolgreich sein konnten. Sie einigten sich im Jahr 1924 auf die gemeinsame Gründung der Morkrum-Kleinschmidt Company in Skokie, einem Vorort von Chicago.
Das ab 1924 hergestellte Modell „Teletype 14“ gilt als erster kommerziell erfolgreicher Fernschreiber. Es handelte sich um einen überwiegend noch bei Morkrum entwickelten Streifenschreiber, von dem in verschiedenen Variationen in den folgenden Jahren etwa 60.000 Stück produziert worden sind. Im gleichen Jahr erwarb C. Lorenz eine Lizenz für die Nutzung der Patente in Deutschland und die Produktion des Model 14 als Nachbau. Die zu Testzwecken vorgenommene Installation importierter Geräte in deutschen Postämtern war aber kein Erfolg. Im Gegensatz zur Nutzungsfreiheit in den Vereinigten Staaten, gestattete das strenge deutsche Postmonopol den Betrieb nur der Reichspost. Solange die Technik nicht in den Büros interessierter Unternehmer installiert werden konnte, sondern für jede Nachricht erst der Weg aufs Postamt notwendig war, waren kaum Vorteile gegenüber der üblichen Schnelltelegrafie erkennbar.

### Teletype Corporation (1928–1982)

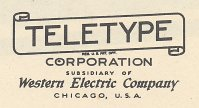
Frühes Logo

Das Unternehmen änderte 1928 seinen Namen und wurde 1930, nur zwei Jahre später, durch die American Telephone and Telegraph Company übernommen und der Tochtergesellschaft Western Electric Company überlassen. Western Electric stellte daraufhin die Weiterentwicklung und Produktion ihrer eigenen Fernschreiber ein.
Das bekannteste Fernschreibermodell war das Modell Teletype 15. Dieser Fernschreiber wurde im Jahr 1930 entwickelt und war im Zweiten Weltkrieg für die Fernschreibkommunikation des US-Militärs wesentlich. Das Modell 15 war, obwohl es schon zu Zeiten des Zweiten Weltkriegs technisch überholt war, so verbreitet, dass es durchgehend bis zum Jahr 1963 mit in Summe über 200.000 Stück produziert wurde. Das Modell 15 gab es auch in einer Variante ohne Tastatur, nur als Empfangsgerät und wie ein Drucker zu benutzen. In dieser Konfiguration war es bis in die späten 1960er Jahre in vielen Nachrichtenagenturen und Zeitungsverlagen im Einsatz.

### ASCII-Fernschreiber
Für das amerikanische TWX-Netz, eine Art verbessertes Fernschreibnetz, entwickelte Teletype die Modelle 33, 35, später noch weitere teilweise oder vollständig elektronische. Sie unterscheiden sich vom klassischen Fernschreiber dadurch, dass sie meist über eine 20-mA-Stromschnittstelle verfügen, welche mit 110 baud betrieben wird und den maßgeblich von Teletype mit entwickelten ASCII-Code verwenden.
Besondere Popularität erreichte das 1963 eingeführte Teletype Model 33, häufig als ASR-33 bezeichnet, als frühes Computerterminal. Das sonst baugleiche Model 32 war für den Einsatz mit dem Baudot-Code vorgesehen. Von beiden Modellen wurden in Summe über 600.000 Einheiten hergestellt. Die Abkürzung ASR bezieht sich auf die Ausführung mit Lochstreifenleser und -stanzer, welche von Teletype als Automatic Send and Receive bezeichnet wurde. Es existierten auch andere Varianten wie z. B. KSR, Keyboard Send and Receive, ohne Lochstreifen. Der Einsatz im Zusammenhang mit Computern machte den ASCII-Code in der EDV populär und legte den Grundstein für die noch heute verbreitete serielle Schnittstelle. Spuren der Teletypes finden sich noch heute in den bei unixoiden Betriebssystemen üblichen Schnittstellenbezeichnung wie /dev/ttyX, wobei das "tty" als Abkürzung für teletype steht.
Die 20-mA-Stromschleife wird auch heute noch als TTY-Schnittstelle bezeichnet.

### AT&T Teletype (1982–1990)
Western Electric ging vollständig in der neuen AT&T auf, die nach Aufteilung der alten Muttergesellschaft neu gebildet wurde. Die Fernschreiber-Company firmierte im Anschluss noch einige Jahre als AT&T Teletype. Um 1990 wurde dann auch die verbliebene Restgesellschaft und mit ihr das Fernschreibergeschäft endgültig aufgelöst.

## Produkte

### Morkrum Company
- Morkrum Printing Telegraph – Der erste ab 1908 von Morkrum verkaufte Fernschreiber. Nach einem Test Alton Railroad im Jahr 1908 war eine „Blue Code Version“ ab 1910 Teil einer ersten kommerziellen Fernschreiberverbindung der Postal Telegraph Company zwischen Boston und New York City. Im Jahr 1914 wurde eine „Green Code Version“ über eine Verbindung der Western Union Telegraph Company für die Nachrichtenagentur Associated Press installiert, um Nachrichten an Zeitungen in New York City zu liefern.
- Morkrum Model 11 Tape Printer – Das Modell 11 erreichte etwa 45 Worte-pro-Minute, war damit aber nur wenig schneller als die Blue und Green Code Systems. Das Gerät orientierte sich am europäischen Baudot Telegraph System. Es verwendete einen gummierten Papierstreifen, der auf ein leeres Telegrammformular aufgeklebt werden konnte. Darüber hinaus war er der erste Fernschreiber, der erfolgreich in einem Flugzeug getestet wurde.
- Morkrum Model GPE Perforator – Dieser Locher wurde für die "Green Code" Geräte um 1913 entwickelt und das Unternehmen erhielt dafür 1914 ein Patent.
- Morkrum Model 12 Typebar Page Printer – Ein Blattschreiber, der auf dem Mechanismus einer Underwood-Schreibmaschine basierte und von 1922 bis 1925 unter dem Namen Morkrum bis 1929 unter dem Namen Morkrum-Kleinschmidt und noch bis 1943 unter dem Namen Teletype Corp. hergestellt wurde.

### Western Electric Company
- 10-A Printing Telegraph – Ein Modell nach einem Design der Bell Telephone Laboratories, aus einer Reihe von Geräten, die Western Electric bereits vor dem Kauf der Teletype Corporation im Jahr 1930 produziert hatte.

### Morkrum-Kleinschmidt Company
- Teletype Model 14 (ab 1924) – Streifenschreiber nach Patent von Howard Krum und Morton Sterling. Es entwickelte sich daraus eine Serie von Geräten, von denen zusammengerechnet 60.000 Stück produziert worden sind. In Deutschland entstanden verschiedene Nachbauten bei C. Lorenz, insbes. Modelle „T32 Lo“ und „T35 Lo“.

### Teletype Corporation

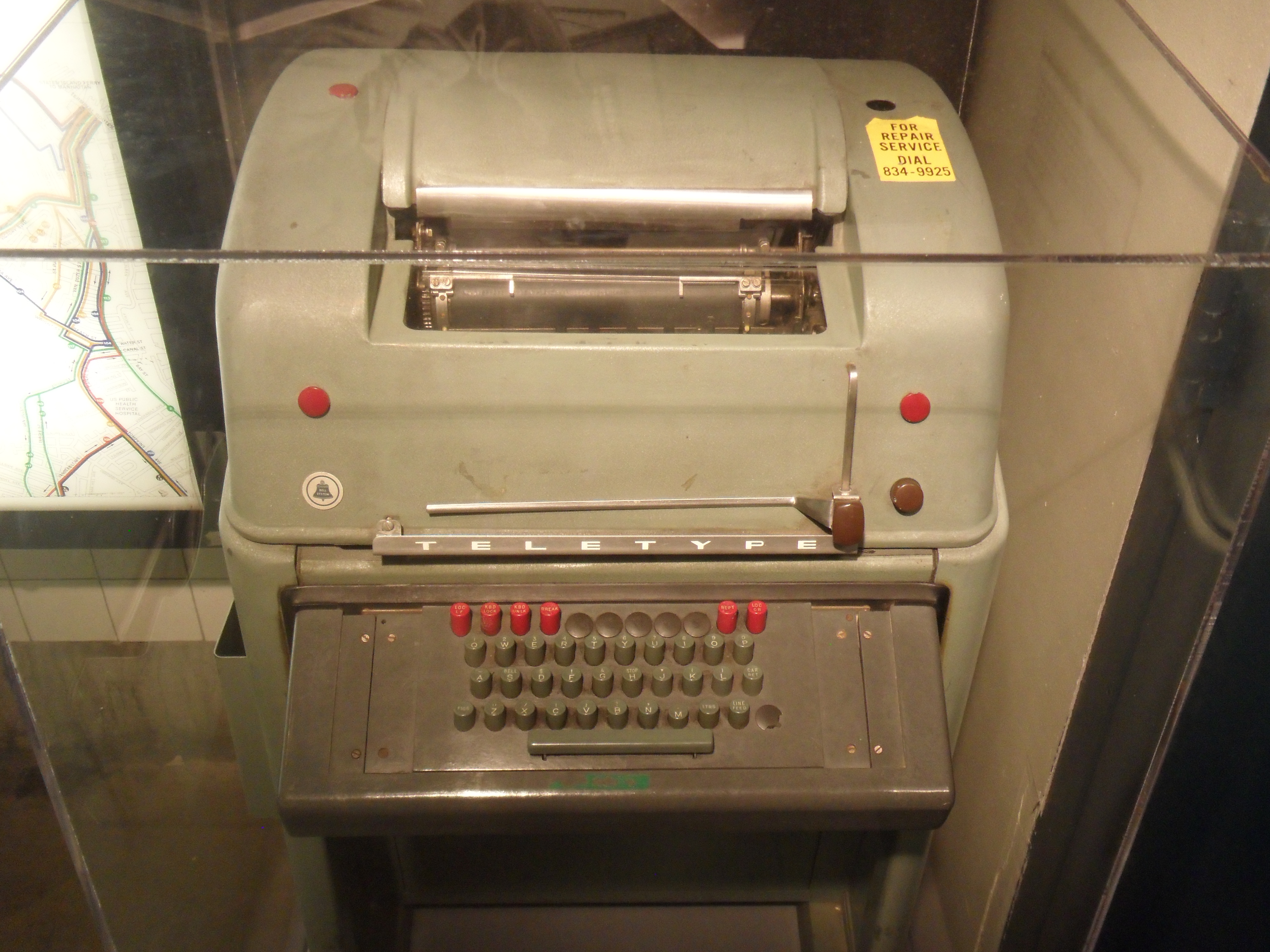
Teletype Model 28 KSR

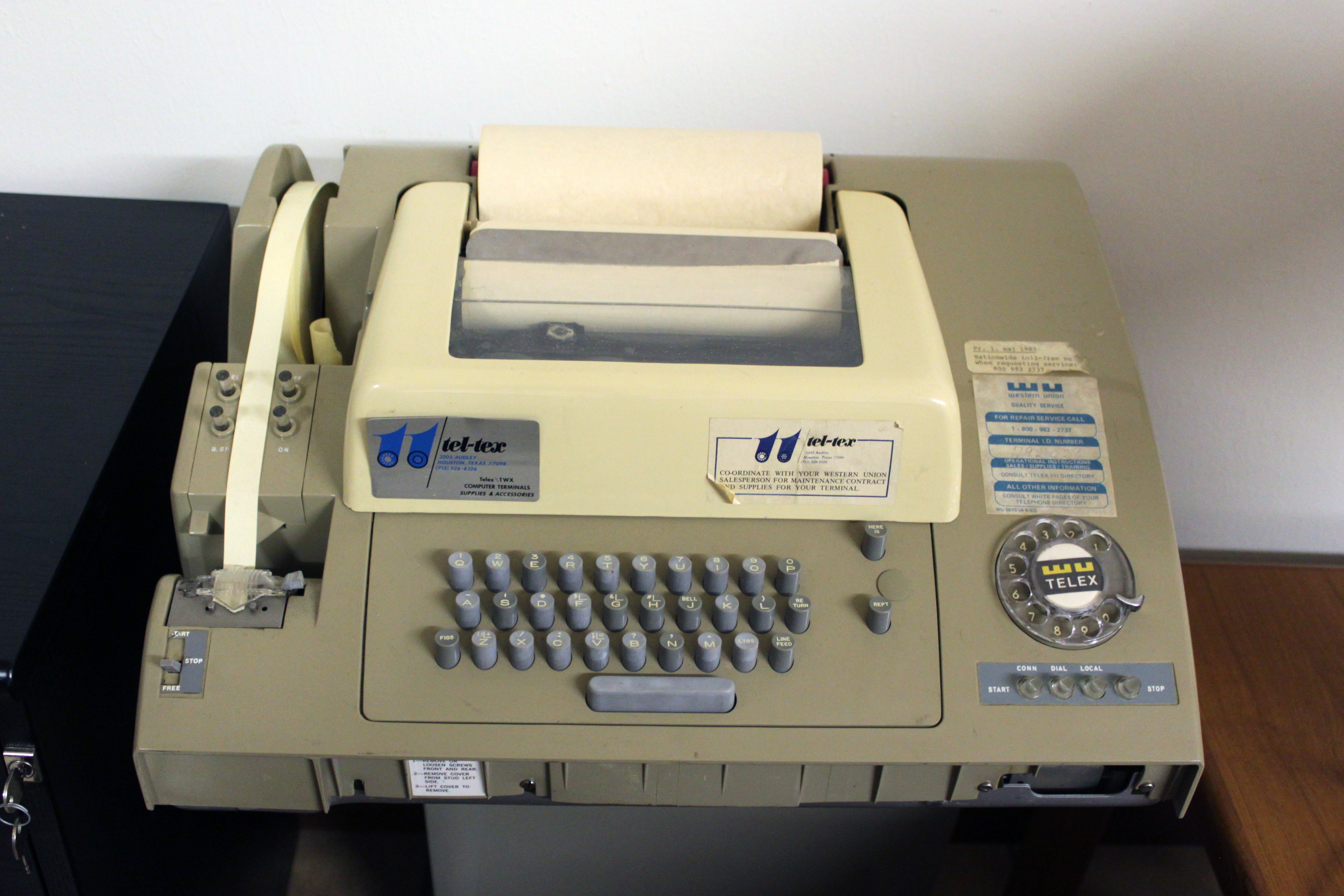
Teletype Model 32 ASR

- Teletype Model 15 (ab 1930) – Blattschreiber nach gemeinsamem Patent der Entwickler Sterling Morton, Howard Krum und Edward E. Kleinschmidt.
- Teletype Model 19 (ab 1940) – Variante des Modell 15 mit integriertem Locher und aus Modell 14 übernommenem Transmitter-Distributor.
- Teletype Model 20 (ab 1940) – Blattschreiber mit Unterscheidung von Groß- und Kleinbuchstaben. Je nach Variante war es ein Nur-Sende- oder Nur-Empfangsgerät. Es verwendete einen 6-Bit-„Teletypesetter“-Code, quasi ein Zwischenschritt vom 5-Bit-Baudot-Murray zum 7-Bit-ASCII.
- Teletype Model 26 (ab 1946) – Niedrigpreismodell mit 5-Bit-Code und einem Typenrad.
- Teletype Model 28 (ab 1951) – Geräteserie ursprünglich nur für das US-Militär, die aber ab 1953 im normalen Handel erhältlich war.
- Teletype Model 29 (ab 1950) – 8-Bit-Gerät für IBM BCD (Binary-Coded Decimal).
- Teletype Model 32 und Teletype Model 33 (ab 1963) – Niedrigpreismodelle mit Typenzylinder ursprünglich für US-Navy. Modell 32 mit 5-Bit-Code und Modell 33 mit ASCII. In allen Varianten wurden insgesamt 600.000 Geräte hergestellt.
- Teletype Model 35 (ab 1963)
- Teletype Inktronic Terminal (ab 1966)
- Teletype Model 37 (ab 1969)
- 4100 Paper Tape Equipment (ab 1972)
- Teletype Model 38 (ab 1972)
- Teletype Model 42 und Teletype Model 43 (ab 1977) – Modell 42 mit 5-Bit-Code und Modell 43 mit ASCII.
- Teletype Dataspeed 40 (ab 1979) – Einheit aus Bildschirm, Hochgeschwindigkeitsdrucker und synchrones Modem für die Geschwindigkeiten 2400, 4800 oder 9600 Baud. Im Konzerninternen Einsatz für das AT&T Switching Control Center System aber auch im kommerziellen Verkauf.

Ab Modell 28 gab es die meisten Geräte in den Varianten RO (Receive Only), KSR (Keyboard Send and Receive) und ASR (Automatic Send and Receive – mit Tastatur, Drucker, Lesegerät und eingebautem Locher).